# George Washington Bridge Bus Terminal

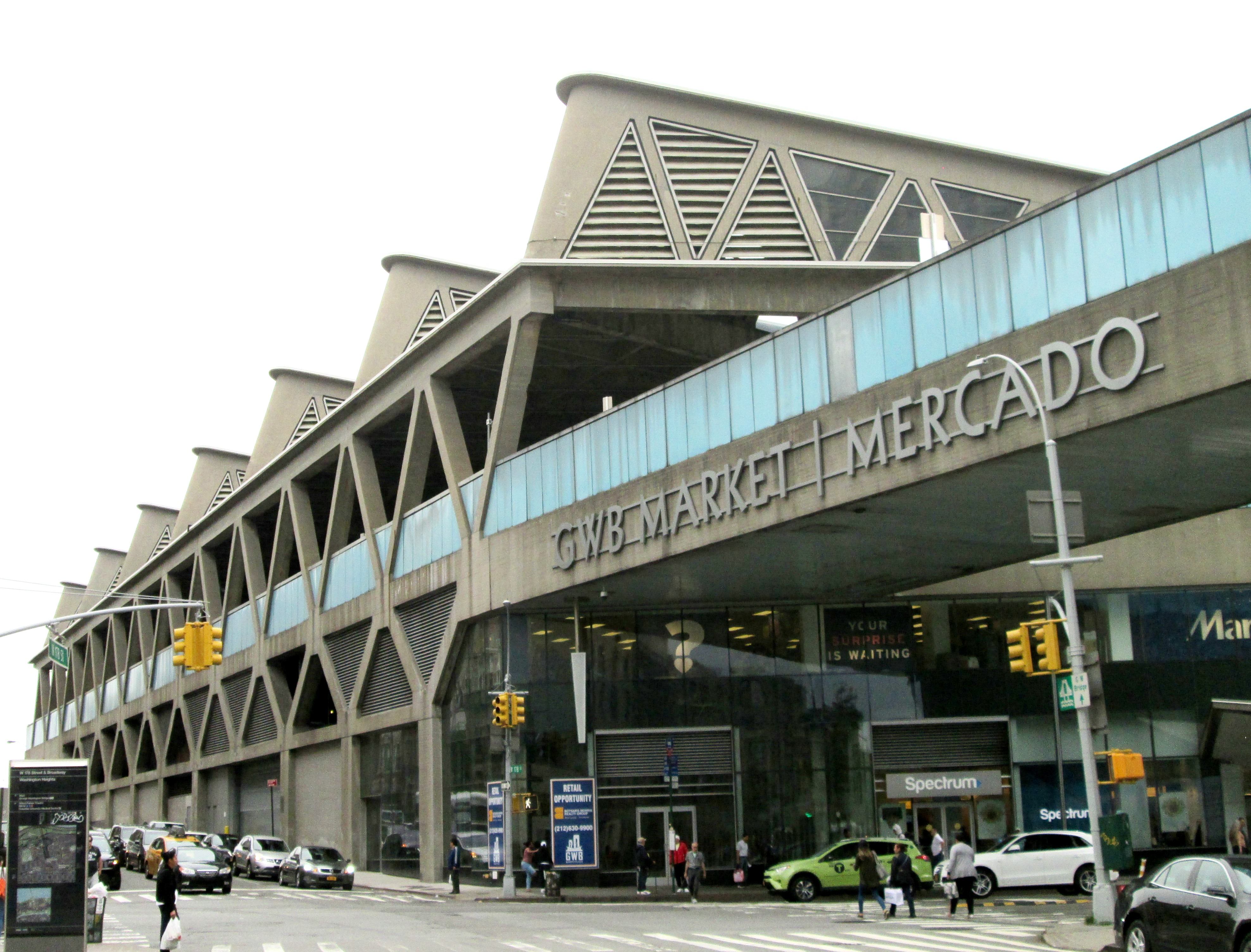
Extérieur du terminal en 2018.

Le George Washington Bridge Bus Terminal est un terminal pour les bus de banlieue de la ville de New York situé près du pont George-Washington. Inauguré en 1963, il est géré par la Port Authority of New York and New Jersey.

## Description

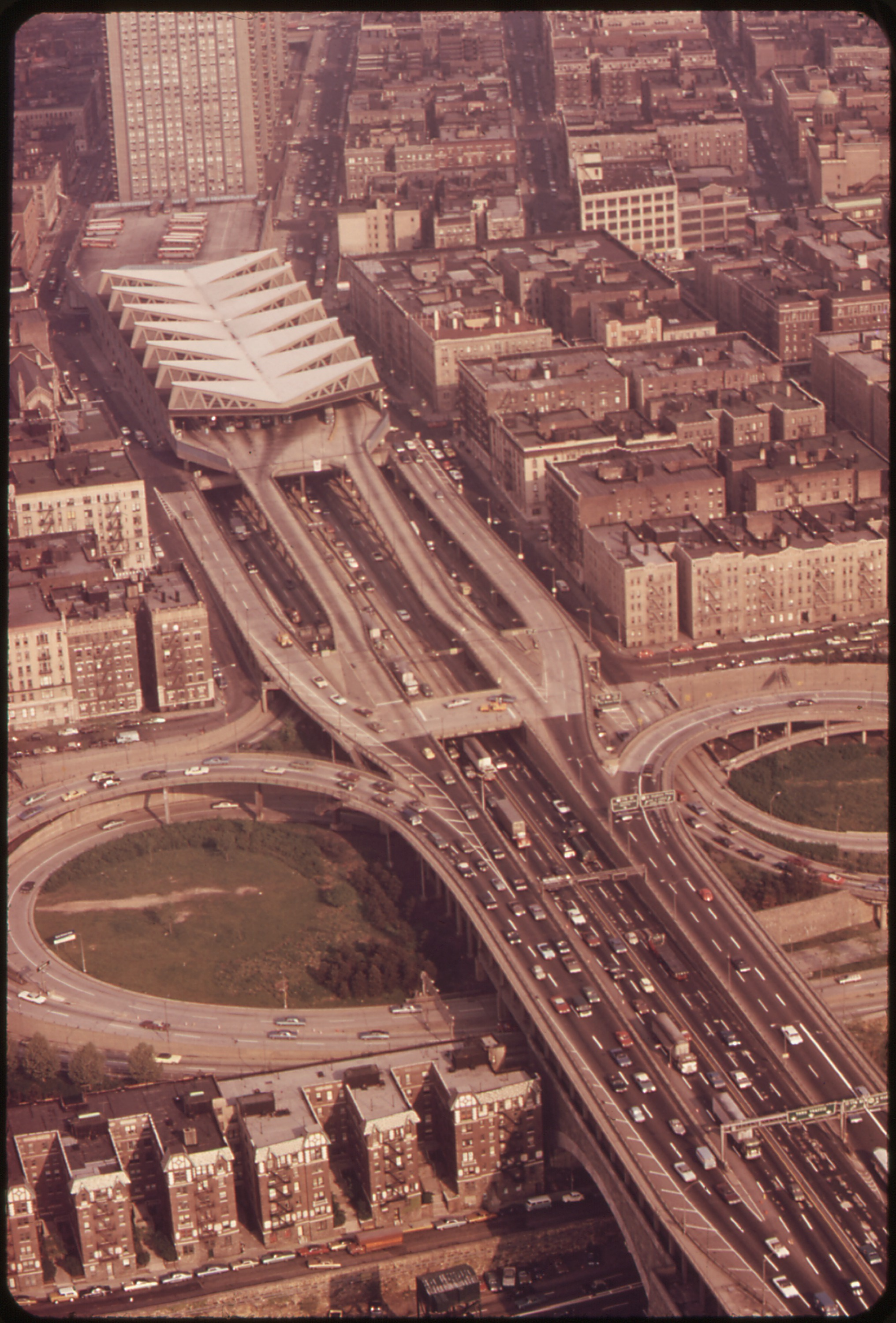
Vue aérienne en 1973.

Le terminal est situé au dessus du Trans-Manhattan Expressway (en), un des tronçons de l'Interstate 95 dans l'État de New York. Des rampes donnent directement accès au niveau supérieur du pont George-Washington.  